# ARA República (1874)
La cañonera o bombardera ARA República fue un buque de guerra de la Armada Argentina, parte de la llamada Escuadra Sarmiento.

## Historia
El 6 de septiembre de 1874 el estado argentino encargó a la empresa Laird Bros la construcción en sus astilleros Cammell Laird, de Birkenhead, Inglaterra, de dos cañoneras del tipo Stauch (o Rendell modificadas) de la Royal Navy por un valor de 23 000 libras, que sería cubierto con fondos de la Ley de Armamentos Navales de 1872. Las naves a incorporar tendrían por nombre Constitución y República.
Con un desplazamiento de alrededor de 400 toneladas, su armamento principal consistía en un cañón de avancarga Armstrong de 240 mm montado fijo a proa, restringido a disparar sobre la línea de quilla. Debido a que consecuentemente, para dirigir el fuego debía necesariamente dirigirse el barco hacia el blanco, se los llamaba "buque-cañón". Si bien eran naves en extremo rápidas, carecían de real capacidad defensiva y eran prácticamente inútiles para el combate en condiciones de oleaje, por lo que estaban destinadas a operar en un teatro fluvial.
El casco de hierro contaba con chapas de 8 líneas de espesor en la quilla, 5 en el fondo y 3 en la obra muerta. Tenía tres compartimientos estancos transversales y dos longitudinales. Aunque aparejada a pailebot, era propulsada por dos máquinas de vapor (sistema Compound) que impulsaban dos hélices de 4 palas y le permitían alcanzar una velocidad máxima de 10,5 nudos y 7,5 nudos de crucero.
A fines de 1875 la República y su gemela zarparon tripuladas por personal de la marina mercante británica, arribando al puerto de la ciudad de Buenos Aires el 14 de febrero de 1876.
En marzo de 1876 se incorporó a la armada al mando de Daniel de Solier con apostadero en el río Luján, en el Tigre (Buenos Aires). Entre junio y agosto pasó a Concepción del Uruguay para efectuar tareas de vigilancia en el río Uruguay. Intervino en la tercera campaña contra López Jordán y en diciembre, tras ser capturado el líder revolucionario y trasladado a Goya fue embarcado en el República para su traslado a Buenos Aires.
En 1877 le fue retirado el palo trinquete para mejorar la maniobra de su artillería. En abril partió a Rosario y tras embarcar al encargado de negocios argentino en Paraguay partió a Asunción del Paraguay al mando del capitán Rafael Blanco, permaneciendo estacionario hasta noviembre. Tras efectuar reparaciones menores en río Luján a fines de diciembre regresó a Asunción. Al mando de Valentín Feilberg, a mediados de octubre de 1878 recibió órdenes de regresar a Buenos Aires para incorporarse a la que se llamaría Expedición Py, campaña en aguas de Santa Cruz a cargo de una reducida División Naval al mando del comodoro Luis Py. 
En noviembre de 1878 completó su alistamiento nuevamente al mando de Solier, quedando Valentín Feilberg como segundo de a bordo. Completaban la plana mayor el teniente Joaquín Madariaga, los guardiamarinas Zoilo Romero y Juan Dailey, los maquinistas Juan Marcel y Luis Marchud y el médico Alejandro Quiroga.
Tras recalar en Bahía Blanca y Carmen de Patagones, recorrió la costa atlántica de la patagonia argentina en busca de asentamientos ilegales. En la Isla Tova encontró un establecimiento bajo bandera francesa dedicado al procesamiento de grasa de pingüino. Tras obligar a arriar el pabellón extranjero y levantar el asentamiento, escasa de combustible, cargó pingüinos muertos para quemar en su caldera y continuó rumbo sur, arribando a Santa Cruz (Argentina) el 6 de enero de 1879, uniéndose al resto de la división en Cañadón Misioneros. 
El 13 de marzo, con parte de su personal afectado por el escorbuto, emprendió el regreso, llegando a Patagones el 20. Allí y al mando de Feilberg auxilió a colonos y personal del ejército, víctimas de la inundación del Río Negro (Argentina), internándose sus embarcaciones menores hasta Choele Choel. 
El 11 de enero de 1880 arribó a Buenos Aires pasando a río Luján para tareas de mantenimiento. El 15 de febrero zarpó a Rosario (Argentina) para el traslado de tropas a Arroyo del Rey, provincia de Corrientes. En abril pasó al mando de Antonio Pérez y al estallar en junio la revolución de 1880, nuevamente a las órdenes de Feilberg, fue destinado a Rosario para ser afectado al control del sector a disposición del interventor de la provincia de Santa Fe Miguel Goyena. En julio asumió la comandancia Lázaro Iturrieta y ya finalizado el movimiento revolucionario, en septiembre arribó a su apostadero habitual en río Luján.
A comienzos de 1881 pasó a Asunción y regresando a Buenos Aires, en horas de la noche y estando frente a Campana, "se descubrió fuego sobre las calderas, se procedió a extinguirlo totalmente, lo que se efectuó a las 10 pm, habiendo tomado fuego la cubierta por la parte de abajo, se tuvo que hachar a fin de facilitar la entrada de agua para todas las operaciones". 
Tras ser reparado en río Luján y en el dique de San Fernando (Buenos Aires), fue afectado a la 2° División de la escuadra. En febrero de 1882 transportó tropas entre Rosario y Corrientes y en junio fue enviado a Paraguay como estacionario en reemplazo del monitor El Plata, transportando al gobernador del Chaco y llevando a remolque al vapor Avellaneda hasta Formosa.
El 3 de abril zarpó a Reconquista transportando al batallón N° 11 de línea en el marco de la campaña del Chaco contra los tobas y chiriguanos por la muerte del médico francés Jules Crevaux y sus compañeros.
Tras prestar auxilios al ariete Maipú que había varado frente a Empedrado, arribó a Buenos Aires a principios de julio transportando al gobernador del Chaco Rudecindo Roca.
En julio de 1884 traslado tropas a Corrientes, envuelta en un movimiento revolucionario, regresando a su apostadero a fines de agosto para sumarse a las maniobras de la escuadra hasta que en noviembre fue destacada a Punta Lara para el control de cuarentena de los buques provenientes de puertos de Brasil afectados por la fiebre amarilla.
Al mando de Antonio Pérez, entre enero y febrero de 1885 permaneció estacionaria en aguas de Montevideo y tras participar de las maniobras anuales zarpó rumbo a Corrientes para trasladar tropas de regreso a Buenos Aires. En diciembre asumió el comando el teniente Eduardo O'Connor y durante 1886 y 1887 permaneció en situación de desarme y con tripulación reducida en río Luján y Zárate.
En 1888 asumió la comandancia el teniente de fragata Lorenzo Irigaray. En junio, por Ley N° 2257 el gobierno asignó fondos para reparar el buque. En agosto de 1889 al trasladarse de Zárate a Luján tuvo una colisión con la goleta Presidente Juárez Celman. 
En marzo de 1890 fue enviado al Chaco a disposición del gobernador Antonio Donovan y en apoyo a las operaciones del Ejército en el territorio. En julio regresó a sus apostaderos habituales y al estallar la revolución del Parque permaneció leal al gobierno nacional y bajo el comando accidental del capitán Rafael Blanco participó de la represión del movimiento, tras lo cual trasladó al regimiento N° 4 de infantería de línea a Concepción del Uruguay.
En febrero de 1891 ya al mando de Irigaray dejó Concepción regresando a su apostadero. En julio fue enviada nuevamente al Chaco Austral regresado a fines de ese año a Zárate. En enero de 1892 pasó a Asunción y fue destacada como unidad sanitaria a la isla Cerrito y a Barranqueras hasta mayo en que pasó como estacionaria a Resistencia a disposición del gobernador del Chaco y al mando del teniente de navío Daniel Blanco, permaneciendo en esas funciones hasta terminar el año.
En febrero de 1893 fue movilizada a Corrientes con motivo de la revolución que había estallado allí y el 21 de septiembre fue enviada a Paraná para ponerse a las órdenes del gobernador de la provincia de Entre Ríos general Juan Ayala, regresando a Buenos Aires en marzo de 1894 donde al mando del teniente de navío Aniceto Pérez permaneció para tareas de mantenimiento hasta mayo en que pasó como estacionaria a Rosario.
En marzo de 1895 regresó al Río de la Plata permaneciendo en situación de armamento completo e integrando la División de Ríos de la escuadra. 

### Transporte República
En 1896 pasó a río Luján en situación de desarme y con tripulación reducida al mando del teniente de navío Segundo Valladares. La Ley 3305 asignó fondos para su reconversión en transporte fluvial, por lo que se le retiró la artillería principal y adaptó la santabárbara y parte del alojamiento para dotarlo de bodega. 
Durante 1897 (teniente Valladares), 1898 (alférez de fragata José B. Álvarez), 1899 y 1900 (teniente de fragata Juan Wilson) operó como transporte fluvial al servicio de la Intendencia de la Armada afectado a tareas de transporte de tropas, abastecimiento, remolque, alije, hidrografía y balizamiento.
Durante las maniobras navales de 1901 fue asignado a la "Defensa fija antisubmarina del Río de la Plata" al mando del teniente de navío Nicolás Bárbara y manteniendo como armamento dos cañones de 76 mm. 
Durante 1902 y 1903 permaneció en la órbita de la Intendencia de la Armada como transporte fluvial tripulada por personal civil a cargo de un patrón o guardián.
En 1904 fue asignada a la escuadrilla del río Paraguay que con base en Corrientes daba apoyo a las operaciones del Ejército Argentino en la región del Chaco Austral. El 14 de agosto recibió nuevamente tripulación militar y al mando del teniente de navío Mariano Beascoechea pasó como estacionaria al puerto de Buenos Aires, manteniendo esas funciones durante el siguiente año.
En 1906 fue asignada a la Intendencia y al Parque de Artillería con tripulación civil y al mando de un guardián. En 1909 actuó como estacionario en Asunción. En 1910 sufrió averías de importancia a resultas de un incendio. 
En 1911 se le efectuaron importantes modificaciones por las que se reemplazó su máquina de vapor por un motor de combustión interna Bolinder de 150 HP, se lo dotó de un generador de electricidad y se extendió la capacidad de bodega a 110 t.
En 1914 pasó a la Base Naval de Puerto Belgrano en carácter de buque auxiliar. En 1917 e lo adaptó como buque balizador dotándolo de plumas para maniobrar grandes boyas y equipos de bombeo de aire para buzos de manguera. 
En 1931, excepto una grúa de 10 t y una casilla central, se le retiró la superestructura convirtiéndose en una chata a motor de cubierta corrida con dos bodegas denominada CM-31 (o B-61), aunque manteniéndose por uso y costumbre el nombre de chata República.
Mantuvo esas funciones hasta 1964 en que se dispuso su venta, la cual se concretó el 11 de septiembre de 1968, siendo adquirida por la empresa International en la suma de $1050.-